# ريتشارد غاردينر ويليس
ريتشارد غاردينر ويليس هو سياسي كندي، ولد في 10 فبراير 1865، وتوفي في 1 فبراير 1929. كان زعيم حزب مانيتوبا المحافظ من عام 1919 إلى عام 1922، وخدم في ألهيئة التشريعية لمانيتوبا من عام 1922 حتى وفاته. 
وُلد ويليس في لومباردي في أونتاريو، وتلقى تعليمه في مدرسة سميث فولز الثانوية وجامعة تورنتو. انتقل بعد ذلك إلى مانيتوبا وعمل مزارعًا. كان ويليس عمدة لبلدية مورتون وعمدة بويسفين.  في عام 1915، رشح جيمس أيكنز بالاشتراك معه ليصبح الزعيم الجديد لحزب المحافظين الإقليمي.
ورغم قلة خبرته السياسية، تم اختيار ويليس زعيمًا لمحافظي مانيتوبا في 6 نوفمبر 1919، وهزم الزعيم المستقبلي فوسيت تايلور. اعتبر انتصاره مفاجأة، وربما يرجع الفضل في ذلك إلى تزايد قوة وتنظيم المزارعين في مانيتوبا. يعتقد البعض أن مندوبي المحافظين قد تأثروا بانتخاب حزب المزارعين المتحدين بقيادة إرنست تشارلز دروري في أونتاريو.
كان حزب المحافظين يحكم مانيتوبا من عام 1900 إلى عام 1915، ولكن تم تهميشه بسبب غلبة التطرف السياسي بين المزارعين والعمال في أواخر العقد الأول من القرن العشرين. برز الحزب كرابع أكبر مجموعة برلمانية في انتخابات عام 1920، بعد المرشحين الليبراليين والمزارعين والعمال. سعى ويليس لللفوز بدائرة ترتل ماونتن، لكنه خسر أمام الليبرالي جورج ويليام مكدونالد بأغلبية 14 صوتًا.
احتفظ ويليس بقيادة حزب المحافظين حتى أبريل 1922، لكنه لم يلعب دورًا مهمًا في الحزب بعد هزيمته. شغل جون توماس هايغ منصب زعيم الحزب في المجلس التشريعي في 1921-1922.
ترشح ويليس كمرشح فيدرالي عن حزب المحافظين في دائرة سوريس وذلك في الانتخابات الفيدرالية لعام 1921، لكنه لم ينجح.  تنحى عن منصبه كزعيم محافظ للمقاطعة قبل انتخابات المقاطعات عام 1922، وحل محله فوسيت تيلور.
ومن المفارقات أن حظوظ ويليس الانتخابية قد تحسنت بعد استقالته كزعيم. تم انتخابه عن دائرة ترتل ماونتن في انتخابات المقاطعات عام 1922، وأعيد انتخابه في عام 1927.  فاز المزارعون المتحدون بالانتخابات في السنتين، وجلس ويليس مع المحافظين في المعارضة. كان لا يزال عضوًا في المجلس التشريعي عندما توفي في وينيبيغ في فبراير 1929. 
خدم ابنه إريك ويليس كزعيم لحزب مانيتوبا المحافظ من عام 1936 إلى عام 1954. 